# Валдайцев, Сергей Васильевич
Сергей Васильевич Валдайцев (7 февраля 1951, Ленинград — 14 октября 2012, там же) — экономист, учёный, доктор экономических наук, профессор, заведующий кафедрой экономики исследований и разработок экономического факультета Санкт-Петербургского государственного университета, член ученого совета экономического факультета СПбГУ, член ученого совета СПбГУ.

## Биография
Родился в 1951 году в Ленинграде. Окончил 232-ю школу с преподаванием ряда предметов на английском языке (в настоящее время эта школа носит возвращенное ей название — 2-я Санкт-Петербургская гимназия).
В 1973 году после обучения также в Ленинградском институте точной механики и оптики окончил экономический факультет Санкт-Петербургского государственного университета в составе первого выпуска по специальности «Экономика исследований и разработок» (Economics of Research and Development).
В 1977 году защитил кандидатскую диссертацию по теме «Экономическое обоснование селективного ускорения исследований и разработок» (под руководством основателя советского науковедения заместителя директора Института кибернетики Академии наук Украины Г. М. Доброва).
В 1985 году защитил в Ленинградском инженерно-экономическом институте докторскую диссертацию по теме «Обоснование объёмов освоения новой продукции предприятия».
В 1980—1981 годах проходил 10-месячную стажировку в Свободном Университете Западного Берлина. Проходил одномесячные стажировки: в университете города Осака (Япония) в 1987 году, в Свободном Университете Берлина в 1993 году, в Университете Беркли (Калифорния) в 1994 году, в Университете города Тюбинген (Германия) в 1993 и 1994 годах.
В 1996—1997 годах по программе TASIS участвовал в переобучении преподавателей вузов Архангельска и Петрозаводска.
Кроме Санкт-Петербургского государственного университета, вел занятия по оценке бизнеса на английском языке по программам MBA в Санкт-Петербургском международном банковском институте (совместно со Стокгольмской Школой бизнеса — преимущественно для российских студентов), Санкт-Петербургском политехническом университете (Институт международных образовательных программ с группами преимущественно из финских и немецких студентов). Участвовал в российских программах по подготовке лицензированных оценщиков бизнеса и арбитражных управляющих.
Являлся членом редакционных коллегий научных журналов «Инновации» (издается Министерством образования и науки РФ), «Белорусский экономический журнал», "Вестник Санкт-Петербургского Университета (серия «Экономика»), а также Международной Энциклопедии Бизнеса (изд-во «Рутледж», Великобритания).
14 октября 2012 года скончался на 62-м году жизни от инфаркта

## Список публикаций
Основные публикации на русском языке (имеет также более 10-ти публикаций в немецких изданиях):
- Валдайцев С. В. Экономическое обоснование темпов научно-технического прогресса — Л.: Изд-во ЛГУ, 1984.
- Валдайцев С. В. Экономическое обоснование темпов научно-технического прогресса — Л.: Изд-во ЛГУ, 1989 (в соавторстве с Г. В. Горлановым).
- Стратегии инвесторов предприятия и «агентская проблема» — СПб.: Изд-во Санкт-Петербургского Международного Банковского Института, 1994.
- Валдайцев С. В. Оценка бизнеса и инновации — М.: Филинъ, 1997.
- Валдайцев С. В. Оценка бизнеса и управление стоимостью предприятия — М.: ЮНИТИ, 2001 и 2003.
- Валдайцев С. В. Управление инновационным бизнесом Архивная копия от 26 мая 2011 на Wayback Machine — М.: ЮНИТИ, 2001.
- Валдайцев С. В. Введение в практическую микроэкономику — СПб.: СЕНТЯБРЬ, 2001.
- Валдайцев С. В. Оценка бизнеса. 2-е изд. — М.: Проспект, 2004.
- Валдайцев С. В., Молчанов Н. Н., Пецольдт К., Хоппе К.-Х. Малое инновационное предпринимательство — СПб.: Изд. ОЭЦиМ, 2004.
- Валдайцев С. В. Антикризисное управление на основе инноваций. — М.: Проспект, 2005.
- Финансирование исследований и разработок / Под ред. С. В. Валдайцева и О. В. Мотовилова — СПб.: Изд-во СПбГУ, 1993.
- Управление исследованиями, разработками и инновационными проектами / Под ред. С. В. Валдайцева и О. В. Мотовилова — СПб.: Изд-во СПбГУ, 1995.
- Менеджмент технологических инноваций / Под ред. С. В. Валдайцева и Н. Н. Молчанова. — СПб.: Изд-во СПбГУ, 2004.

Под редакцией С. В. Валдайцева вышли переводы двух учебников:
- Хайман Д. Н. Современная микроэкономика: анализ и практические применения. Пер. с англ. — М.: Финансы и статистика, 1992.
- Ширенбек Х. Экономика предприятия. Пер. с нем. — СПб.: ПИТЕР, 2004 (соредакторами перевода были И. П. Бойко и К.Рихтер).